# Gustave Baneux
Pour les articles homonymes, voir Baneux.
Mathieu Gustave Baneux (Paris, 12 juin 1825 - Paris, 27 mars 1878), est un compositeur français.

## Biographie
Corniste de théâtre de l'Opéra-Comique, fils et petit-fils de cornistes, il est admis au Conservatoire de Paris le 24 octobre 1836 et y devient élève de Louis François Dauprat. Il gagne en 1840 le premier prix de cor du Conservatoire et y travaille alors sous la direction de Fromental Halévy. 
Premier cor de l’opéra-Comique, il est attaché à l'orchestre du théâtre et en démissionne en 1849 pour donner des concerts à l'étranger. En 1853, il est en Italie lorsqu'il apprend la mort de son père et choisit alors de se réengager avec l'Opéra-Comique.
On lui doit une soixantaine de compositions qui comprennent, entre autres, des polkas, des quadrilles, des valses, de la musique de scène et de la musique pour chansons sur des paroles d'Émile Baneux, Ernest Bourget, Félix Baumaine, Charles Blondelet, etc.
Il meurt de la tuberculose à Paris le 27 mars 1878.